# Los López, Guanajuato
Los López är en ort i Mexiko.   Den ligger i kommunen San Miguel de Allende och delstaten Guanajuato, i den centrala delen av landet, 240 km nordväst om huvudstaden Mexico City. Los López ligger 1 861 meter över havet och antalet invånare är 641.
Terrängen runt Los López är platt åt nordväst, men åt sydost är den kuperad. Runt Los López är det ganska tätbefolkat, med 96 invånare per kvadratkilometer. Närmaste större samhälle är San Miguel de Allende, 4,9 km öster om Los López. Trakten runt Los López består i huvudsak av gräsmarker.